# Ayu-mi-x 7 presents ayu-ro mix 4
ayu-mi-x 7 presents ayu-ro mix 4 – dwudziesty trzeci remiksowy album Ayumi Hamasaki, jedna z czterech wersji albumu ayu-mi-x 7. Album został wydany 20 kwietnia 2011 roku. Na płycie znajdują się remixy eurobeat utworów. Album znalazł się na 4. miejscu w rankingu Oricon. Sprzedano 20 161 kopii.

## Lista utworów
| #  | Tytuł                                                        | Czas |
| -- | ------------------------------------------------------------ | ---- |
| 1  | "STEP you" (Morris Capaldi versus Ayumi Hamasaki RMX)        | 3:43 |
| 2  | "glitter" (AKBK "DJ Command" remix)                          | 3:41 |
| 3  | "SURREAL" (Dima Euro Remix 2011)                             | 4:28 |
| 4  | "Daybreak" (Plum Mix)                                        | 4:52 |
| 5  | "Sunrise ~LOVE is ALL~" (Accatino – Rimonti – Festari Remix) | 4:22 |
| 6  | "Fly high" (The Cloud Upstairs SCP version)                  | 3:51 |
| 7  | "Boys & Girls" (Sunny Day SCP version)                       | 2:41 |
| 8  | "Startin' " (EuroGrooves 2011 RMX)                           | 4:10 |
| 9  | "INSPIRE" (AKBK "valle blanco" remix)                        | 4:04 |
| 10 | "talkin' 2 myself" (EuroGrooves Fashion mix)                 | 4:09 |
| 11 | "Free & Easy" (Plum mix)                                     | 3:51 |
| 12 | "Depend on you" (Eurobeat GoGo's remix)                      | 5:14 |